# Mount Hobbs
Mount Hobbs är ett berg i Antarktis. Det ligger i Västantarktis. Argentina, Chile och Storbritannien gör anspråk på området. Toppen på Mount Hobbs är 1 135 meter över havet.
Terrängen runt Mount Hobbs är huvudsakligen kuperad, men österut är den platt. Mount Hobbs är den högsta punkten i trakten. Trakten är obefolkad. Det finns inga samhällen i närheten.